# 迦因小傳
迦因小傳（Joan Haste），英國小說家哈葛德1895年的小說，最早由蟠溪子（楊紫麟）譯成中文，1901年4月在包天笑的木刻杂志《励学译编》上连载，至12册登毕，但只有下半冊，不久上海文明书局出版了单行本，署“译者蟠溪子、参校者天笑生、代表者老骥氏（马仰禹）”。後林紓譯出全本，取名《迦茵小傳》，1905年2月由商务印书馆出版，因譯出迦因被壞人誘姦生了一個私生子的情節，被稱為“名教罪人”。
《迦因小傳》在英国文学史上并没受到关注，只是一部文筆生硬的二流小說，卻在中國造成極大轟動。梁啟超在《飲冰室詩話》中將其與林紓譯的《巴黎茶花女遺事》相提並論。

## 譯文
《迦茵小传》第三章描绘迦茵：
迦茵颀而长，面温嫩不类村女。修臂下垂，两手莹洁作玉色，面容尤庄贵不佻。大抵英人闺秀，似此者亦多。而亨利见时，迦茵为年恰二十二岁，樱口绛色，唇下作小窝，秀眉媚眼，睛作棕色，发栗色作椎结，衣缟色宽博之衣，系以白鞓，妆饰严净。